# 浉河港镇
浉河港镇，是中华人民共和国河南省信阳市浉河区下辖的一个乡镇级行政单位。

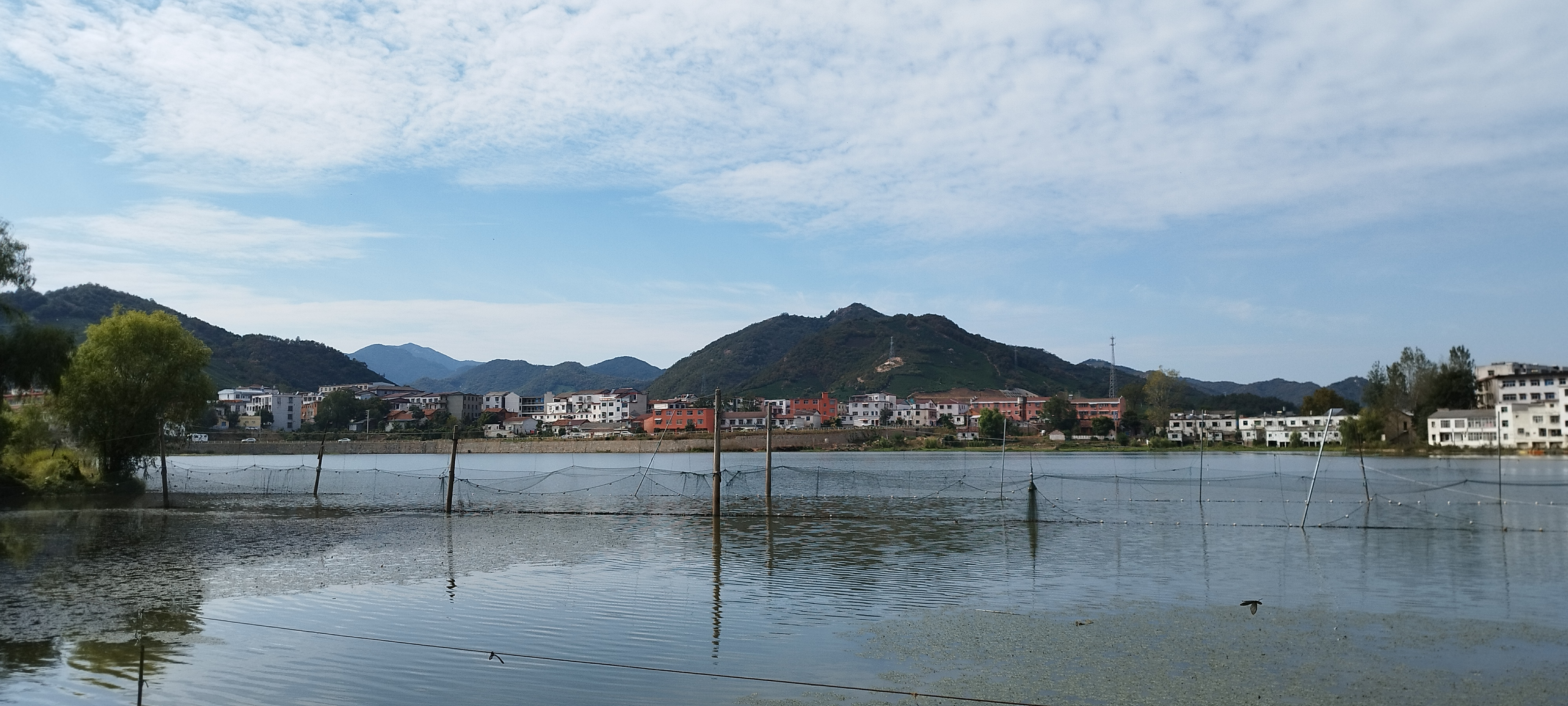
浉河港镇

## 行政区划
浉河港镇下辖以下地区：
浉河港街社区、郝家冲村、桃园村、陡坡村、夏家冲村、黄庙村、易庙村、西湾村、白云村、龙潭村、马家畈村、黑龙潭村、林场村、四望山村、胡岗村、白庙村、大田村和丰家冲村。